# Luca D’Andrea
Luca D’Andrea (geboren 1979 in Bozen) ist ein italienischer Schriftsteller und Journalist.

## Leben und Werk
Luca D’Andrea arbeitet als Lehrer an einer Mittelschule in Bozen. Außerdem ist er als Fernsehjournalist tätig und schreibt Drehbücher für Dokumentarfilme. Unter anderem drehte er 2013 für einen italienischen Privatsender die sechsteilige Fernsehserie Mountain Heroes. Gli Eroi delle Dolomiti, eine Dokumentation über den Alltag der Bergretter in den Dolomiten, die ihn auch zu seinem ersten Thriller inspirierte.
Unter dem Namen G. L. D’Andrea schrieb er drei Kinderbücher, die unter dem Serientitel Wunderkind ab 2010 auch auf Deutsch im Baumhaus-Verlag erschienen.
Der internationale Durchbruch gelang Luca D’Andrea mit La sostanza del male, seinem Debüt für erwachsene Leser. Das Buch handelt von einem Dreifachmord in der Bletterbachschlucht im Südtiroler Aldein der 1980er-Jahre und von einem amerikanischen Filmemacher, der sich des totgeschwiegenen Verbrechens Jahrzehnte später annimmt.

## Rezeption
Vor Erscheinen der italienischen Originalausgabe von Der Tod so kalt im Juni des Jahres wusste die Zeitschrift Publishers Weekly von der London Book Fair 2016 zu berichten, dass die Übersetzungslizenzen für das Thriller-Debüt des Autors bereits heiß umkämpft seien: „Italian Thriller Sparks Flurry of Pre-Fair Deals“. Francis Hoch führte weiter aus: „The Substance of Evil by Luca D’Andrea has become one of the hottest international books in the run-up to this week's London Book Fair. At press time, 18 sales had closed on the book, with deals inked in Italy (Einaudi), the Netherlands (Xander), Brazil (Intrinseca), and the U.K. (MacLehose Press).“
Katja Sembritzki von N-tv lobte: „Entfesselte Naturgewalten, ein abgelegenes Bergdorf, drei zerhackte Leichen, ein Zugezogener, der nach 30 Jahren unbequeme Fragen stellt, und ein Monster aus einer Zeit, die nur noch in Form von Fossilien präsent ist – eigentlich die perfekten Zutaten für einen Thriller. Und Der Tod so kalt ist tatsächlich eine aufregend erdachte Story. Doch es gibt ein Aber ...“, denn: „Ein wenig mehr Stringenz hätte dem 480-Seiten-Wälzer vermutlich gutgetan.“
D'Andreas zweiter Roman Lissy erhielt 2017 den Premio Giorgio Scerbanenco. Anlässlich des Erscheinens seines dritten Thrillers, auf Deutsch unter dem Titel Der Wanderer, mit einer Erstauflage von 20.000 Exemplaren, hieß es über den Autor, er sei „einer der erfolgreichsten italienischen Schriftsteller“.

## Werke

### Kriminalromane
- La sostanza del male. Turin: Einaudi, 2016, ISBN 978-88-06-22100-3.
  - Der Tod so kalt. Thriller (dt. Übersetzung Verena von Koskull), DVA, München 2017, ISBN 978-3-421-04759-5.[6]
- Lissy. Turin: Einaudi, 2017, ISBN 978-88-06-23639-7.
  - Das Böse, es bleibt. Thriller (dt. Übersetzung Susanne Van Volxem und Olaf Roth), DVA, München 2018, ISBN 978-3-421-04806-6.
- Il respiro del sangue. Turin: Einaudi, 2019, ISBN 978-88-06-24155-1.
  - Der Wanderer. Thriller (dt. Übersetzung Susanne Van Volxem und Olaf Roth), Penguin Verlag, München 2019, ISBN 978-3-328-60025-1.

### Kinderbücher
- Wunderkind. Una lucida moneta d'argento. Mailand: Mondadori, 2009
  - Wunderkind – Die Silbermünze (dt. Übersetzung Barbara Neeb und Katharina Schmidt). Baumhaus Verlag, Köln 2010, ISBN 978-3-8339-3594-7.
- Wunderkind. La rosa e i tre chiodi. Mailand: Mondadori, 2010
  - Wunderkind – Eine Rose und drei Nägel (dt. Übersetzung Barbara Neeb und Katharina Schmidt). Baumhaus Verlag, Köln 2012, ISBN 978-3-8432-0070-7.
- Wunderkind. Il regno che verrà. Mailand: Mondadori, 2012